# Il re di chi ama troppo
Il re di chi ama troppo è un singolo della cantante italiana Fiorella Mannoia, inciso in duetto con Tiziano Ferro e scritto da quest'ultimo. Viene pubblicato il 9 gennaio 2009 come secondo estratto dall'album Il movimento del dare.

## Descrizione
Il brano è una ballata che racconta il punto di vista di chi si spende totalmente in amore, rischiando così di rimanere spesso bruciato. I due artisti hanno inciso la canzone insieme e l'autore Tiziano Ferro compare in featuring nella seconda parte del brano.
Il singolo viene presentato, dalla sola Fiorella Mannoia, durante la quarta puntata della seconda edizione di X Factor nel febbraio del 2009.
Viene eseguita dai due cantanti nel corso dei Wind Music Awards 2009 e durante la tappa estiva dell'Alla mia età Tour 2009/10 di Tiziano Ferro.

## Tracce
Download digitale
1. Il re di chi ama troppo – 4:03 (Tiziano Ferro)

## Formazione
- Fiorella Mannoia - voce
- Tiziano Ferro - voce
- Paolo Costa - basso
- Alfredo Golino - batteria
- Piero Fabrizi - chitarre acustiche, chitarre elettriche, slide guitar, sitar, ukulele
- Giovanni Boscariol - tastiere, organo Hammond
- Stefano Pisetta - percussioni
- Vittorio Cosma - archi digitali
- Max Costa - programmazione tastiere, editing digitale